# Tomasz Szarota
Tomasz Marceli Szarota (ur. 2 stycznia 1940 w Warszawie) – polski historyk, badacz historii XX wieku, profesor nauk humanistycznych, pisarz i publicysta.

## Życiorys
Syn Rafała Marcelego Blütha (1891–1939), sowietologa, publicysty katolickiego i historyka literatury, rozstrzelanego przez Niemców w listopadzie 1939 roku (urodził się kilka tygodni po jego śmierci) i Elidy Marii Szaroty (1904–1994), romanistki i germanistki. 
Absolwent XIV Liceum Ogólnokształcącego im. Klementa Gottwalda w Warszawie (1957). W latach 1957–1962 studiował historię na Uniwersytecie Warszawskim. Jego praca magisterska Dzieje Dyrekcji Białych w powstaniu styczniowym napisana pod kierunkiem Stefana Kieniewicza otrzymała nagrodę im. Emila Kipy za najlepszą pracę magisterską w danym roku. Od 1962 jest pracownikiem naukowym Instytutu Historii im. Tadeusza Manteuffla Polskiej Akademii Nauk, gdzie w 1966 uzyskał stopień doktora (na podstawie rozprawy o powojennym osadnictwie polskim na Dolnym Śląsku), a w 1978 stopień doktora habilitowanego (na podstawie drugiego, poszerzonego wydania monografii Okupowanej Warszawy dzień powszedni). W 1985 objął stanowisko profesora nadzwyczajnego IH PAN, a w 1991 stanowisko profesora zwyczajnego i kierownika Pracowni Dziejów Polski po 1945 roku, którą kierował do 2010. W 1998 był wykładowcą (ang. visiting fellow) w Instytucie Nauk o Człowieku w Wiedniu. Przebywał na stypendiach naukowych w Niemczech (m.in. stypendium Fundacji Humboldta), Francji i Belgii.
W pracy naukowej zajmuje się historią XX wieku. Jest badaczem dziejów okupacji niemieckiej i ruchu oporu podczas II wojny światowej oraz życia codziennego w okupowanej Warszawie i innych stolicach Europy zajętych przez III Rzeszę. Zajmuje sią także problemem narodowych stereotypów oraz karykaturą jako źródłem historycznym.
W latach 2006−2018 zasiadał w Radzie Naukowej Centrum Badań Historycznych Polskiej Akademii Nauk w Berlinie, a w latach 2009−2017 w Kolegium Programowym Muzeum II Wojny Światowej w Gdańsku. W latach 2013−2020 był członkiem Rady Ochrony Pamięci Walk i Męczeństwa. Od 2016 roku jest członkiem Rady Naukowej Polskiego Słownika Biograficznego, a od 2024 roku Rady Muzeum przy Muzeum Historii Polski w Warszawie.
W latach 1996−2023 przewodniczył jury Nagrody „Klio” Wydawców Książki Historycznej a w latach 2010−2024 Nagrody im. Tomasza Strzembosza. Uczestniczył także w pracach jury Nagrody im. Władysława Pobóg-Malinowskiego. 
W latach 2003−2023 pełnił funkcję redaktora naczelnego wydawnictwa ciągłego „Polska 1944/45–1989. Studia i materiały”. 
Jest członkiem ZAiKS i Towarzystwa Naukowego Warszawskiego.
Publikował m.in. w „Dziejach Najnowszych”, „Kwartalniku Historycznym”, „Przeglądzie Historycznym”, „Więzi”, „Polityce”, „Tygodniku Powszechnym”, „Gazecie Wyborczej” i „Rzeczpospolitej”. Był również konsultantem historycznym kilku polskich filmów.

## Życie prywatne
Żonaty (od 1962) z historyczką Anną (córką prof. Tadeusza Manteuffla), ojciec Piotra (ur. 1966), psychologa i kulturoznawcy, profesora w Instytucie Psychologii PAN. 
Mieszka w Warszawie.

## Publikacje
- Osadnictwo miejskie na Dolnym Śląsku w latach 1945–1948, Zakład Narodowy im. Ossolińskich – Wydawnictwo PAN, Wrocław 1969.
- Okupowanej Warszawy dzień powszedni, Czytelnik, Warszawa 1973, 1978, 1988, 2010, ISBN 83-07-01224-4; przekład niemiecki: Warschau unter dem Hakenkreuz. Leben und Alltag im besetzten Warschau 1.10.1939 bis 31.7.1944, przekł. Claudia Makowski i Ryszard Makowski, Schöningh Verlag, Paderdorn 1985, ISBN 3-506-77472-7.
- Stefan Rowecki „Grot”, Państwowe Wydawnictwo Naukowe, Warszawa 1983, 1985, ISBN 83-01-04578-7.
- Niemiecki Michel. Dzieje narodowego symbolu i stereotypu, Państwowe Wydawnictwo Naukowe, Warszawa 1988, ISBN 83-01-08352-2; przekład niemiecki: Der deutsche Michel. Die Geschichte eines nationalen Symbols und Autostereotyps, przekł. Kordula Zentgraf-Zubrzycka, Fibre 1998, ISBN 3-929759-38-1.
- V – jak zwycięstwo. Symbole, znaki, demonstracje patriotyczne walczącej Europy 1939–1945, Wydawnictwa Szkolne i Pedagogiczne, Warszawa 1994, ISBN 83-02-05356-2.
- Życie codzienne w stolicach okupowanej Europy. Szkice historyczne. Kronika wydarzeń, Państwowy Instytut Wydawniczy, Warszawa 1995, ISBN 83-06-02410-9).
- Niemcy i Polacy. Wzajemne postrzeganie i stereotypy, Wydawnictwo Naukowe PWN, Warszawa 1996.
- U progu Zagłady. Zajścia antyżydowskie i pogromy w okupowanej Europie, Wydawnictwo Sic! Warszawa 2000, ISBN 83-86056-74-6; 2001, ISBN 83-86056-91-6; przekład angielski: On the Threshold of the Holocaust. Anti-Jewish Riots and Pogroms in Occupied Europe, przekł Tristan Kordecki, Peter Lang 2015, ISBN 978-3-631-64048-7).
- Der Beginn der Vernichtung. Zum Mord an den Juden in Jedwabne und Umgebung im Sommer 1941 (wspólnie z Edmundem Dmitrówem i Pawłem Machacewiczem), fibre Verlag, Osnabrück 2004, ISBN 3-929759-87-X.
- Karuzela na placu Krasińskich. Studia i szkice z lat wojny i okupacji, Oficyna Wydawnicza „Rytm” – Fundacja Historia i Kultura, Warszawa 2007, ISBN 978-83-7399-259-7.
- Die Deutschen in den Augen der Polen während des Zweiten Weltkrieges, Fundacja Polsko-Niemieckie Pojednanie, Warszawa 2009, ISBN 978-83-922446-7-7.
- Stereotype und Konflikte. Historische Studien zu den deutsch-polnischen Beziehungen, fibre Verlag, Osnabrück 2010, ISBN 978-3-938400-45-6.
- Krzysztof Komorowski (red.), Warszawa walczy 1939−1945. Leksykon, Fundacja Warszawa walczy 1939−1945 i Wydawnictwo Bellona, Warszawa 2014, ISBN 978-83-1113474-4 (współautor haseł)
- Tajemnica śmierci Stefana Starzyńskiego, Wydawnictwo Bellona, Warszawa 2020, ISBN 978-83-11-15753-8.
- Zapomniana egzekucja. Natolin, listopad 1939, Wydawnictwo Bellona, Warszawa 2021, ISBN 978-83-11-16314-0
- Prekursorka „małego sabotażu”. Elżbieta Zahorska (1915−1939)”, Wydawnictwo Bellona, Warszawa 2022, ISBN 978-83-11-16668-4

## Opracowania i inne prace redakcyjne
- Wieś polska 1939–1948: materiały konkursowe [t. I–IV] (współautor opracowania; wespół z Krystyną Kersten), Instytut Historii Polskiej Akademii Nauk. Zakład Historii Polski Ludowej – Państwowe Wydawnictwo Naukowe, Warszawa 1967–1971).
- Telesfor Szpadkowski, Zapiski warszawskie: dziennik gimnazjalisty 1836–1839; Wspomnienia o Radzie Miejskiej 1861–1863 (współautor opracowania; wespół z Anną Szarotą), Zakład Narodowy im. Ossolińskich, Wrocław 1969).
- Franz Blättler (właśc. Franz Mawick), Warszawa 1942: zapiski szofera szwajcarskiej misji lekarskiej (autor opracowania; przekł. Krzysztof Bartos), Państwowe Wydawnictwo Naukowe, Warszawa 1982, ISBN 83-01-02046-6.
- Emanuel Ringelblum, Kronika getta warszawskiego: wrzesień 1939 – styczeń 1943 (konsultant historyczny; wstęp i red. Artur Eisenbach; przekł. z jidisz Adam Rutkowski, fragmenty „Sylwetek” przekł. Michał Friedman), Czytelnik, Warszawa 1983, 1988, ISBN 83-07-00879-4.
- Kazimierz Gorzkowski, Kroniki Andrzeja. Zapiski z podziemia 1939–1940 (przygotowanie do druku, wstęp i przypisy), Państwowy Wydawnictwo Naukowe, Warszawa 1989, ISBN 83-01-06438-2.
- Kazimierz Leski, Życie niewłaściwie urozmaicone: wspomnienia oficera wywiadu i kontrwywiadu AK (autor przedmowy), Państwowe Wydawnictwo Naukowe, Warszawa 1989, ISBN 83-01-08351-4).
- Komunizm: ideologia, system, ludzie. Księga ofiarowana prof. Krystynie Kersten (autor opracowania), Neriton – Instytut Historii PAN, Warszawa 2001, ISBN 83-86842-87-3.
- Generał Stefan Rowecki „Grot” w relacjach i w pamięci zbiorowej (współautor przygotowania do druku; wspólnie z Andrzejem K. Kunertem), Światowy Związek Żołnierzy Armii Krajowej – Oficyna Wydawnicza „Rytm”, Warszawa 2003, ISBN 83-7399-033-X; 2004.
- Krystyna Kersten, Pisma rozproszone (współautor wyboru i przygotowania do druku, wspólnie z Dariuszem Libionką), Wydawnictwo Adam Marszałek, Toruń 2005, ISBN 83-7441-227-5).
- Edward Kossoy, Na marginesie... (autor wstępu), Słowo/Obraz Terytoria, Gdańsk 2006, ISBN 83-7453-677-2.
- Antoni Sobański, Cywil w Berlinie (autor opracowania, wstępu i przypisów), Wydawnictwo Sic!, Warszawa 2006, ISBN 83-88807-91-9; przekład niemiecki: Nachrichten aus Berlin 1933–1936; przekł. Barbara Kulińska-Krautmann; Parthas, Berlin 2007, ISBN 978-3-86601-737-5.
- Polska 1939–1945. Straty osobowe i ofiary represji pod dwiema okupacjami (redakcja, wspólnie z Wojciechem Materskim, Instytut Pamięci Narodowej, Warszawa 2009, ISBN 978-83-7629-067-6.
- Mjr Zdzisław Żórawski, Dziennik obrońcy Warszawy (autor opracowania, wstępu i przypisów), Oficyna Wydawnicza Rytm, Warszawa 2011, ISBN 978-83-7399-476-8.
- Zygmunt Nowakowski, Za zamkniętymi drzwiami. Wstrząsający reportaż z Niemiec 1933 (autor opracowania, wstępu i przypisów), Wydawnictwo Bellona, Warszawa 2014, ISBN 978-83-11-13157-6.

## Ordery i odznaczenia
- Krzyż Komandorski Orderu Odrodzenia Polski (28 lipca 2006)[13]
- Krzyż Kawalerski Orderu Odrodzenia Polski (18 lutego 2003)[14]
- Medal „Pro Patria” (2012)[15]

## Nagrody i wyróżnienia
- Nagroda im. Wincentego Rzymowskiego (1970)[5]
- Nagrody tygodnika „Polityka” (1970, 1972, 1975, 1979, 2001)[16]
- Nagroda Sekretarza Naukowego PAN (1975, 1989)[17]
- Wyróżnienie Instytutu Józefa Piłsudskiego w Ameryce (1984)[17]
- Nagroda "Miesięcznika Literackiego" (1984) za książkę "Stefan Rowecki Grot" (PWN)[18]
- Nagroda Ministra Edukacji Narodowej i Dyrektora Instytutu Zachodniego (1989)[17]
- Nagroda „Klio” (1995)[17]
- Nominacje do Nagrody Literackiej Nike (2001), Nagrody Historycznej im. Kazimierza Moczarskiego (2009) i Nagrody im. Jerzego Giedroycia (2009)[19]
- Doktor honoris causa Uniwersytetu Opolskiego (2017)[20]
- Nagroda ZAiKS-u za varsaviana im. Karola Małcużyńskiego (2021)[21]

W 70. rocznicę urodzin otrzymał dedykowaną mu książkę Niepiękny wiek XX (Instytut Pamięci Narodowej, Warszawa 2010, ISBN 978-83-7629-148-2).